# Gonella
La gonella és una peça de vestir tradicional de la pagesia a les Illes Balears, composta de cos i de falda més o menys llarga. En un principi era usada tant per homes com per dones, però mentre que els homes la deixaren de portar durant la segona meitat del segle xv, entre les dones perdurà fins al segle xx.
En alguerès, gonella vol dir "faldilla".
A la baixa edat mitjana sembla que el seu ús era molt habitual, però cal tenir en compte que, aleshores, el mot gonella, segurament pel seu ampli ús, s'emprava també per a designar un vestit en general. Les mànigues eren estretes, sense ornaments i podien tenir diferents formes; és possible que n'existissin també sense mànigues. Anaven cordades, ja que el coll no era prou escotat com per a passar-hi el cap. Al segle XIV n'hi havia amb un fres a les vores, i al Tirant lo Blanc se'n descriuen de brodades amb or i argent, amb xapes de perles i pedres precioses. La portaven homes i dones. Els almogàvers la portaven com a peça única, i a la Crònica de Bernat Desclot apareix en un moment el rei Pere el Gran disfressant el seu vestit militar amb una gonella per sobre. Tanmateix, en general els cavallers la van dur com a peça de roba interior, sota la cota de malla, fins al segle XIV, en què va ser substituïda per un jupó. Prop del segle XV es va començar a diferenciar en homes i dones; amb la completa diferenciació, al segle xv, els homes van deixar de portar-la.
La gonella apareix referenciada per escrit en documents notarials a partir del segle xvii, als quals apareixen amb diferents teixits i diferentes quantitats i qualitat d'ornaments, segons la classe social de la persona a qui pertanyien. Els teixits més abundants són la llana, el burell i l'estamenya. N'hi ha de diversos colors: negres, clars, grocs, verds, blaus, vermells, violats, etc. De vegades es porten amb gipons o cossets fets amb el mateix teixit, però es poden portar també amb d'altres de diferents i sense aquestes altres peces.

## Tipus de gonella
Hi ha tres models tradicionals que han perdurat fins al segle xxi amb el nom de gonella:
- Gonella negra o, simplement, gonella, és el més antic dels que es mostren a les ballades populars.[1]
- Gonella blanca, que en un principi era indumentària d'estiu.[1]
- Gonella de color, que es porta amb un cosset.[1]